# Globozetes microtus
Globozetes microtus är en kvalsterart som beskrevs av Shaldybina 1969. Globozetes microtus ingår i släktet Globozetes och familjen Chamobatidae. Inga underarter finns listade i Catalogue of Life.